# (9966) 1992 ES13
(9966) 1992 ES13 (1992 ES13, 1994 VF3) — астероїд головного поясу, відкритий 2 березня 1992 року.
Тіссеранів параметр щодо Юпітера — 3,525.